# Standoff
Standoff is een Amerikaanse televisieserie. De eerste aflevering werd door FOX uitgezonden op 5 september 2006. De serie, gecreëerd door Craig Silverstein, focust zich op een onderhandelingseenheid (Crisis Negotiation Unit) van de FBI. De twee leden van deze eenheid onderhandelen met gijzelnemers, om zo tot een oplossing van de crisis te komen. Tevens hebben de twee een relatie. De serie wordt geproduceerd door 20th Century Fox Television, met Craig Silverstein, Tim Story en Glen Mazzara als uitvoerend producent. De introtune heet "Late Nights and Street Fights", en is afkomstig van de band Dirty Vegas. Hoewel de serie in Amerika meer dan de helft van het publiek dat aan het begin keek heeft verloren, bestelde Fox nog 6 afleveringen in november 2006, waardoor het totale aantal voor het huidige seizoen op 19 komt.. De serie werd officieel op 16 mei 2007 stopgezet.

## Verhaal
De plot van de serie werd al duidelijk gemaakt in de openingsscène van de pilotaflevering. In een poging om in contact te komen met de gijzelnemer onthult Matt Flannery (Ron Livingston), een van de twee onderhandelaars van de FBI, aan hem - en iedereen die de conversatie hoort, waaronder zijn collega's - dat hij een seksuele relatie heeft met zijn partner, Emily Lehman (Rosemarie DeWitt). Hun chef, Cheryl Carrera (Gina Torres) is bezorgd vanwege de mogelijkheid dat hun relatie hun baan zou kunnen beïnvloeden. Elke aflevering draait dan ook om het hoofdplot - de gijzeling - en een subplot - de relatie tussen Matt en Emily.

## Cast
- Ron Livingston speelt Matt Flannery; hoofdonderhandelaar van de Crisis Negotiation Unit van Los Angeles; collega en minnaar van Emily Lehman.
- Rosemarie DeWitt speelt Emily Lehman; hoofdonderhandelaar van de Crisis Negotiation Unit van Los Angeles; collega en minnares vMatt Flannery.
- Gina Torres speelt Cheryl Carrera; Chef van de Crisis Negotiation Unit van Los Angeles. Ze was de partner van Matt voordat ze promoveerde.
- Michael Cudlitz speelt Frank Rogers; commandant van het Hostage Rescue Team van de FBI in Los Angeles.
- Raquel Alessi speelt Lia Mathers; analiste van de Crisis Negotiation Unit.
- José Pablo Cantillo speelt Duff Gonzalez; agent van het Hostage Rescue Team.

### Terugkerende personen
- Derrin Horton
- Stephen Pisani
- Matthew Troyer speelt Al Pert; journalist

## Buitenland
- In Nederland werd Standoff door RTL 5 op zondagen om 23:25 uur uitgezonden.
- In België wordt Standoff elke zondag om 20:20 uur uitgezonden door 2BE.